# Alois Beranek
Alois Beranek, né le 15 janvier 1900 à Vienne (Autriche) et mort le 22 mai 1983, était un footballeur, un arbitre et un entraîneur autrichien de football.

## Carrière de footballeur
Alois commença en tant que footballeur dans le club de l'ASV Hertha Wien, de 1927 à 1929 mais il ne remporta aucun titre avec ce club, se classant 6e en 1927-1928 et 9e en 1928-1929.

## Carrière d'arbitre
Alois fut arbitre international dès 1929 jusqu'en juin 1952. Il a officié dans des compétitions majeures : 
- Coupe du monde de football de 1934 (1 match)
- Coupe du monde de football de 1938 (1 match)
- Coupe d'Autriche de football 1945-1946 (finale)

## Carrière d'entraîneur
Alois fut l'espace d'une saison l'entraîneur de l'équipe autrichienne du Rapid Vienne lors de la saison 1955-1956, mais il fut remplacé à la fin de la saison par Franz Wagner, ce qui fait que bien que le Rapid Vienne termina champion d'Autriche cette saison-là, il ne remporta le titre. 